# Colognole (Collesalvetti)
Colognole è una frazione del comune italiano di Collesalvetti, nella provincia di Livorno, in Toscana.
La frazione è ubicata nei pressi del Monte Maggiore, seconda cima delle Colline Livornesi.

## Storia
La sua origine romana, come farebbe ragionevolmente supporre la derivazione etimologica dal nome latino Coloniola, non è mai stata provata. Numerosi documenti notarili invece attestano l'esistenza di Colognole (o Colognoli come appare in tali documenti) fin dal Medioevo. La più antica citazione risale al 25 febbraio 1004, in un atto di vendita di beni posti nei suoi confini. Sempre da tali documenti risulta, nei pressi di tale località, la presenza di un castello oggi perduto; resta il toponimo "Castello" che identifica un sito al di sopra dell'attuale chiesa parrocchiale.
I promotori dell'incastellamento di Colognole furono i proprietari locali, una famiglia di milites detti Lambardi de Colognole, che ne rimasero in possesso fino alla metà del XIII secolo. Nel 1261 emerge, sempre da un atto di vendita, il passaggio di proprietà dai Lambardi a tale Giovanni del fu Falcone, ricco proprietario pisano, che oltre al castello acquisì anche il patronato delle due cappelle di san Pietro e sant'Andrea presso Colognole, incluse nel vicariato di San Lorenzo in Piazza. Anche di queste cappelle, ad oggi, si è persa ogni traccia. Nei secoli XIV e XV la proprietà del castello risulta della nobile famiglia dei Gualandi, oltre ad una vasta estensione di terreno. Ad essa succedette la famiglia patrizia dei Lante, duchi romani.
Come molti altri paesi delle colline pisane, Colognole seguì le sorti di Pisa, passando nel 1406 sotto il dominio fiorentino; Firenze lo assegnò alla Podesteria di Rosignano e poi al vicariato di Lari. Nel 1606 il granduca Ferdinando I lo scorporò da Lar e lo assegnò al Governatorato (Capitanato nuovo di Livorno della crescente città di Livorno), ma nel 1776, in seguito alla riforma granducale, Colognole finì nella Comunità di Fauglia. La chiesa intitolata ai Santi Pietro e Paolo divenne pieve nel 1688 ed è a croce latina con tre altari. La chiesa antica è fuori del borgo ed è usata come oratorio del cimitero. Nel 1808, con l'istituzione della mairie di Collesalvetti, il governo napoleonico lo assegnò a questo: da allora Colognole ha seguito le sorti di Collesalvetti, rimanendone una frazione fino ad oggi.
Al "Casale di Loti" fu eretta dalla famiglia Gabbrielli, nel 1730, la cappella pubblica dei Santi Filippo e Francesco.

## Turismo e Arte

### Acquedotto Lorenese

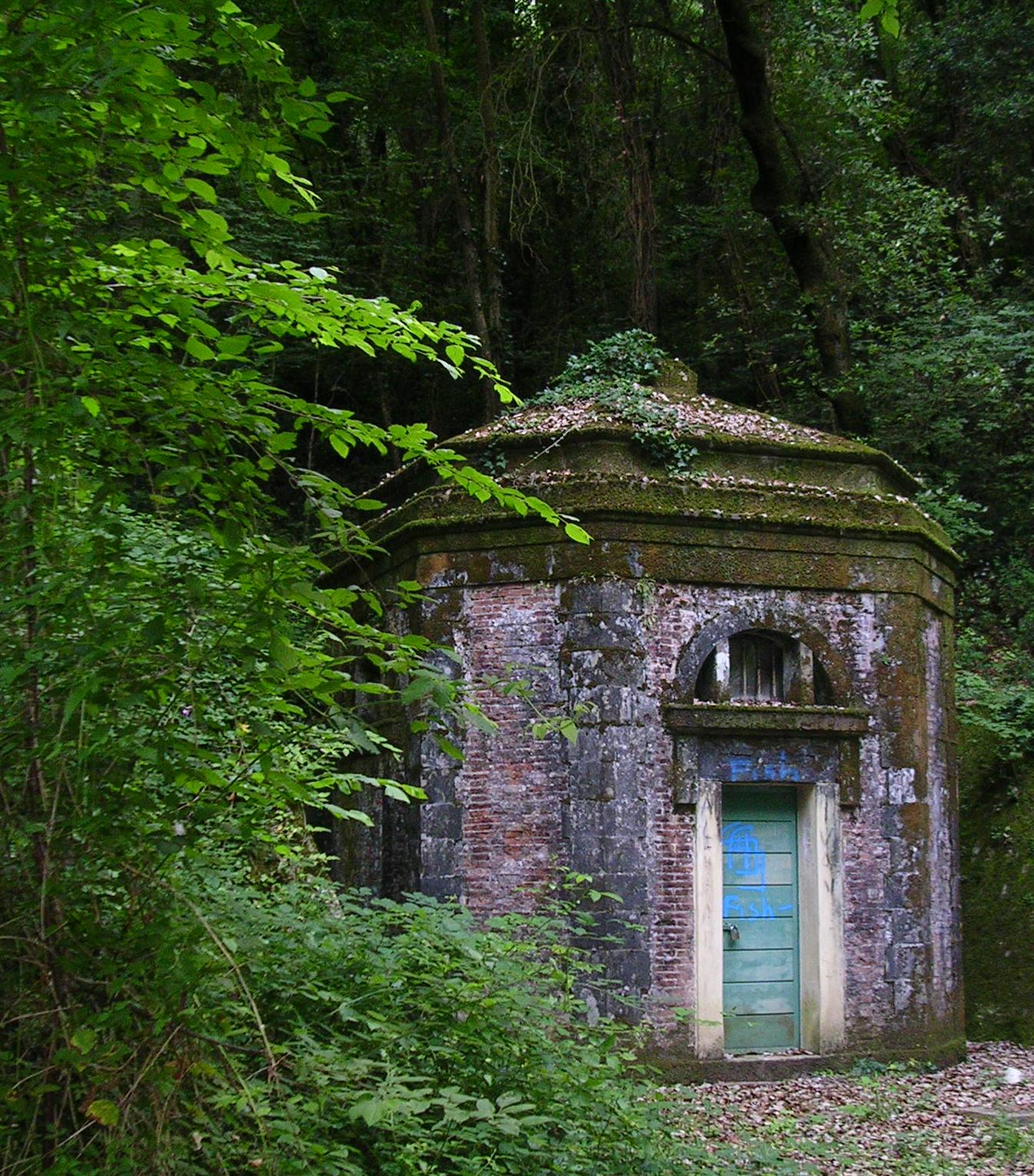
Sorgenti dell'Acquedotto di Colognole

Di notevole interesse architettonico è l'Acquedotto Lorenese, detto anche acquedotto di Colognole. Originandosi dalle sorgenti di Colognole, con un percorso di diciotto chilometri raggiunge la città di Livorno, che dal 1816 al 1912 lo ha utilizzato come principale mezzo di rifornimento idrico. Il condotto, in pietra, attraversa le Parrane e si articola tra trafori ed arcate, in particolare in doppie arcate in località Botro Caldo e Rio Corbaia.
Nel tratto da Parrana a Nugola l'acquedotto attraversa le colline con trafori e gallerie (Bellavista, traforo del Fornello), per proseguire lungo la via delle Sorgenti e giungere al Cisternino di Pian di Rota a Livorno (inaugurato nel 1852), costruito per la depurazione e il deposito delle acque. Da qui le condotte proseguono sino al centro della città, per confluire quindi nel Cisternone (1828-1842).
La sua costruzione, caldeggiata da Pietro Leopoldo I d'Asburgo Lorena, fu decisa e promossa dal figlio Ferdinando III di Toscana alla fine del Settecento; i lavori iniziarono nel 1793, con la precedente approvazione del progetto dell'ingegner Giuseppe Salvetti, cui furono affidati i lavori.
Dopo una lunga interruzione dovuta alla morte del Salvetti e alle alterne vicende politiche del Granducato di Toscana, i lavori ripresero nel 1806 sotto la direzione dell'ingegner Zocchi, ma nel 1809 l'opera passò sotto la diretta gestione della comunità: il maire di Livorno ne decise l'affidamento all'architetto comunale Pasquale Poccianti, che fu riconfermato alla sua costruzione dal granduca Leopoldo II, sotto il quale furono realizzati gli interventi architettonici più importanti (la Gran Conserva, il Purgatoio di Pian di Rota e il Cisternino di città).

### Organo Positivo Ottavino
Assume notevole interesse artistico, invece, l'organo della chiesa dei Santi Pietro e Paolo, datato tra la fine del Cinquecento e la prima metà del XVII secolo. Nato in località sconosciuta per le feste di corte, fu poi modificato per il servizio liturgico, e nel 1809 fu acquistato dalla chiesa di Colognole, con il contributo dei parrocchiani. L'organo probabilmente proveniva da una delle tante alienazioni compiute nel periodo di dominazione napoleonica: si presume come più probabile provenienza originaria il Palazzo Granducale di Livorno.
L'organo ha 23 canne in stagno, con disposizione a cuspide centrale e tastiera composta da 41 tasti, particolari per i frontalini scavati nello spessore stesso del tasto, con un motivo trilobato tardo gotico di derivazione quattrocentesca; è munito di somiere in noce, registro e pedaliera.
La cassa superiore in gattice, contornata da simmetrici e sobri girali lignei dorati, è chiusa da una portella in doppia anta in legno, sormontata da un fastigio intagliato e dorato. All'interno della cartella del fastigio appare la scritta in lettere capitali: Laudate Dominum in cordis et organo; due orecchie intagliate e dorate ornano lateralmente le ante. Questi elementi decorativi sono ritenuti aggiunte del periodo rococò corrente nei primi anni dell'Ottocento.
Restaurato sul finire degli anni novanta del Novecento dal prof. Pier Paolo Donati, ha recuperato nelle sue caratteristiche strutturali e nella pienezza del suono forse il più antico esempio di organo positivo ottavino presente in Toscana.